# Североизточна крайбрежна зона
Североизточната крайбрежна зона (на английски: Acadian Plains and Hills) е физикогеографска област в североизточната част на Съединените американски щати, част от Равнините на смесените гори в Източните умерени гори.
Областта заема пресечената равнина в южната част на Нова Англия от Лонгайлъндския проток до най-южната част на Мейн и във вътрешността по долините на Хъдсън и Кънектикът. Почвите са бедни и каменисти, с множество ледникови езера, а растителността е предимно гориста, главно от дъб, хикория и веймутов бор, в по-хладните части – явор, бреза, бук и цуга. На северозапад се издига в Североизточните възвишения, на североизток продължава в по-рядконаселените Акадски равнини и хълмове, а на югозапад – в Атлантическите борови крайбрежни низини. Земеделието е намаляващо и по-голямата част от областта е залесена или урбанизирана, включвайки част от агломерациите около Ню Йорк и Бостън.